# Бірмінгемський художній музей
Художній музей (Бірмінгем) (англ. Birmingham Museum of Art) — мистецький музей в штаті Алабама, США.

## Передісторія і заснування
Заснування музею пов'язують з 1908 роком, коли в місті виник Бірмінгемський художній клуб (Birmingham Art Club). Художній клуб поставив за мету зібрати на користь громадян міста колекцію витворів мистецтва з широким доступом. Підприємці-мешканці збагатіли, бо місто стало черговим індустріальним осередком всього тридцять сім років тому (по відношенню до 1908 р.) Вже через двадцять років (у 1927 р.) Арт-клуб показав першу виставку придбаних творів в приміщенні Публічної бібліотеки Бірмінгема. Збагачення колекцій не припинялось і підтримувалось рекламною кампанією в друкованих виданнях. Водночас в мерії міста розпочали роботу по створенню концепції міського музею.

## Правління і перший директор
Нове покоління зацікавлених осіб створило Нараду правління для «заснування державного закладу освіти і дозвілля, що віталось городянами». Правління найняло першого директора, котрим став Річард Фостер Говард. В квітні 1951 р. відбулася перша виставка Художнього музею Бірмінгема у вільних п'яти залах мерії міста. На виставці демонстрували як твори мистецтва, придбані ще Бірмінгемським арт-клубом, так і низку творів мистецтва, орендованих з різних закладів. Перша виставка в мерії мала успіх і певні наслідки для збірки. В колекцію почали надходити дарунки від володарів приватних збірок, серед дарунків були китайська порцеляна, друкована графіка, графіка Японії, історичні вироби зі скла, зразки старовинних костюмів, картини художників Сполучених Штатів і майстрів Західної Європи. Найбільш вартісним серед внесків був кредит від фонду мільйонера Самуеля Кресса, що передав у музейну збірку Бірмінгема двадцять дев'ять (29)картин роботи художників Італії доби відродження.

## Музейна споруда і прибудови

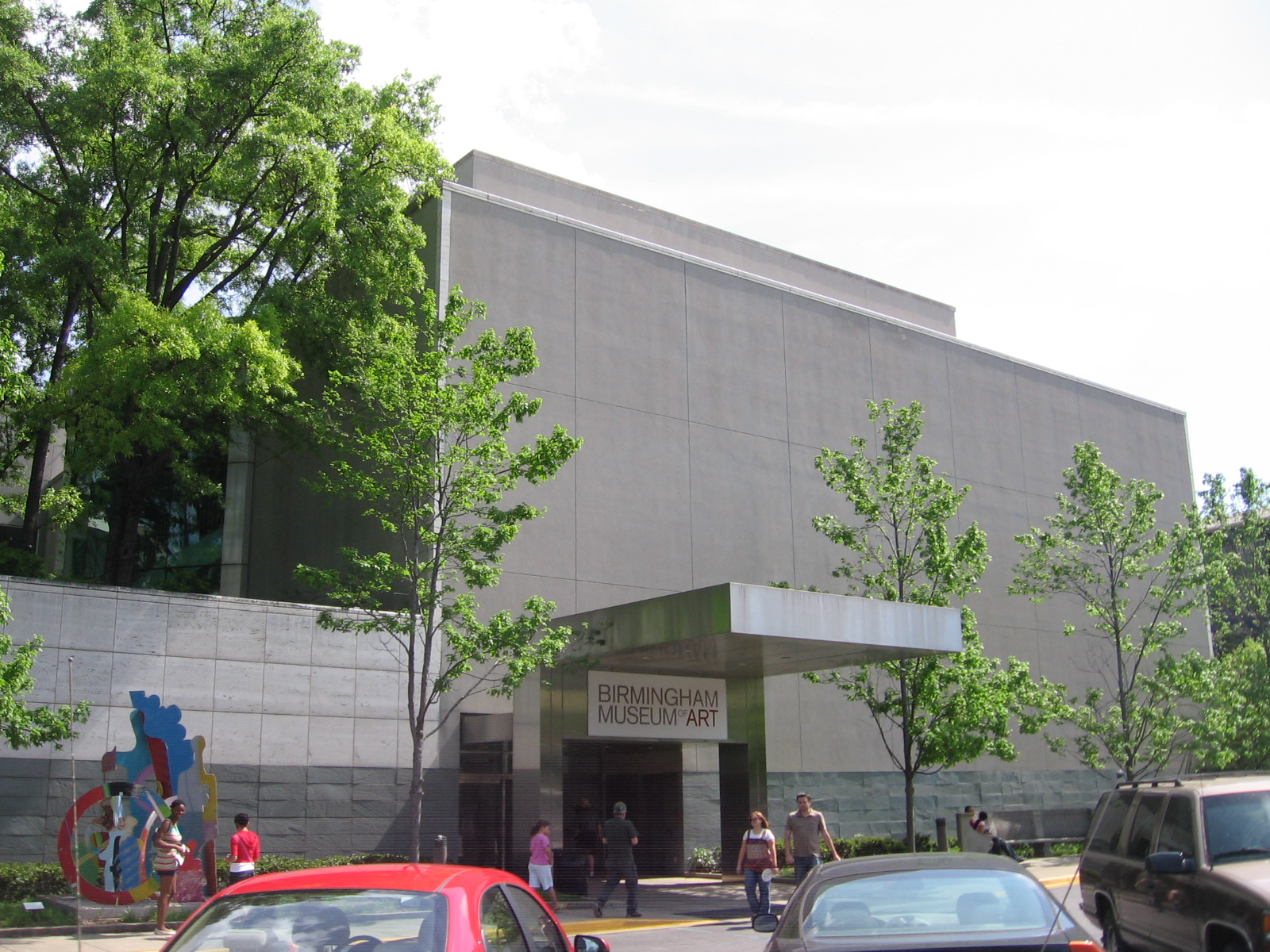
Північний вхід до музею.

1954 року Правління музею отримало за заповітом значну грошову суму. На ці гроші 1955 р. правління придбало земельну ділянку, де архітектурна фірма Warren Knight & Davis вибудувала головне приміщення Художнього музею Бірмінгема. 1959 року фонд Самуеля Кресса передав у музей ще вісім картин доби італійського відродження, а також нову колекцію меблів і декоративно-ужиткового мистецтва. 1960 року музей отримав колекцію Лампрехта, що була спеціалізована на чавунних речах виробників Німеччини, одну з найбільших у світі.
- 1965 р. — збільшення західного крила музею. Багатій Кларенс В. Хенсон молодший передав у західне крило власну бібліотеку (35 000 різних видань).
- 1965 р. — закінчена прибудова східного крила.
- 1969 р. — Правління музею придбало нову земельну ділянку. 1974 року тут вибудували триповерхове приміщення до східного крила. Це надало можливість облаштувати в музеї реставраційно-консервативну лабораторію, розвантажувальний блок, другий вхід до музею.
- 1986 р. — нова реконструкція зі створенням саду скульптур просто неба та приміщенням для тимчасових виставок.

Відповідно змінилась і концепція Художнього музею, бо сюди придбали археологічні знахідки з Мексики, мистецтво африканських народів, зразки мистецтва країн Азії, етнографічні твори мистецтва індіанців Сполучених Штатів, твори митців Сполучених Штатів 20 століття тощо. Художній музей Бірмінгема перестав бути тільки картинною галереєю.

## Відділ мистецтва Сполучених Штатів

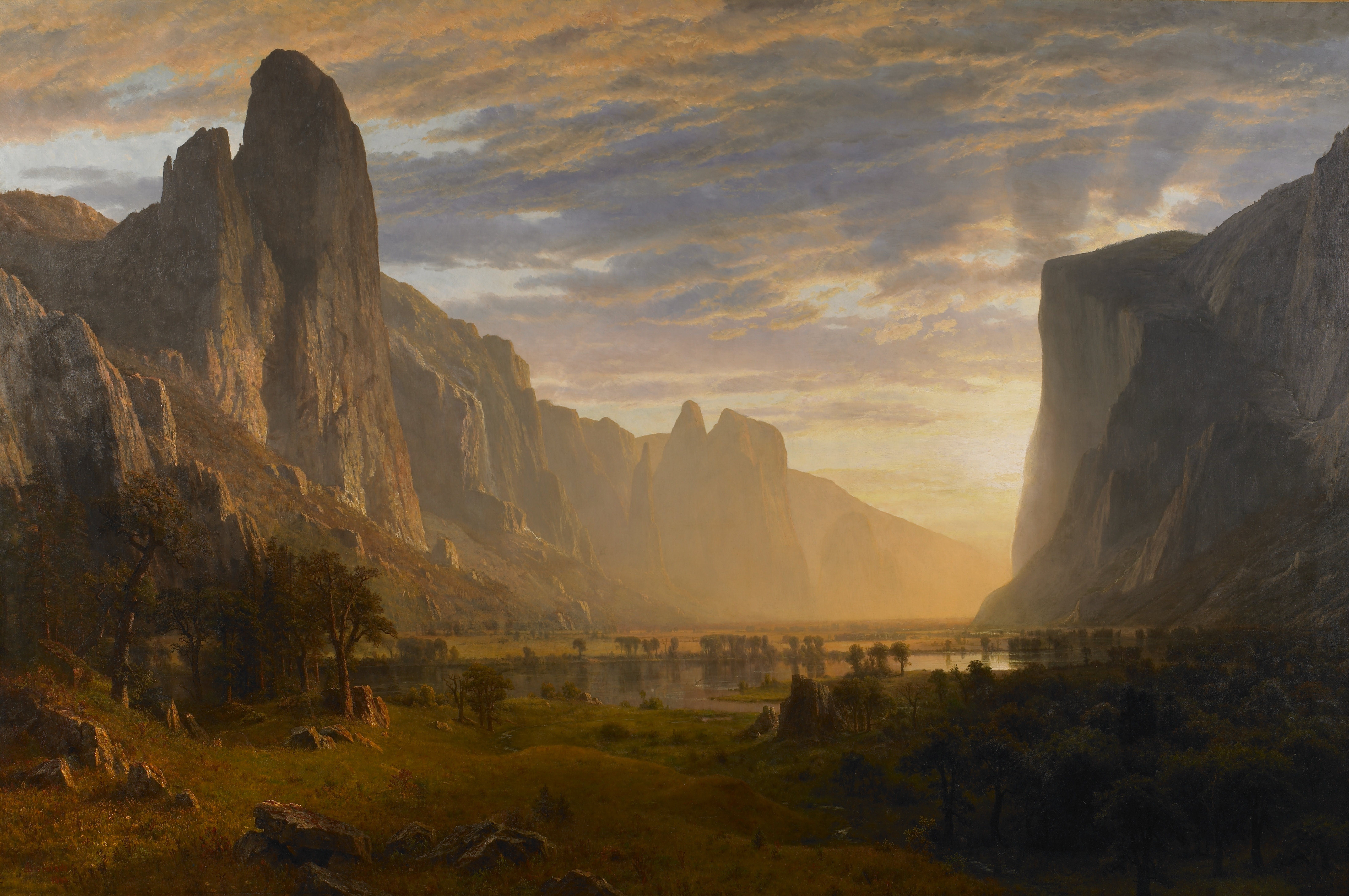
Альберт Бірштадт. «Йосеміті, Каліфорнія», 1865 р.

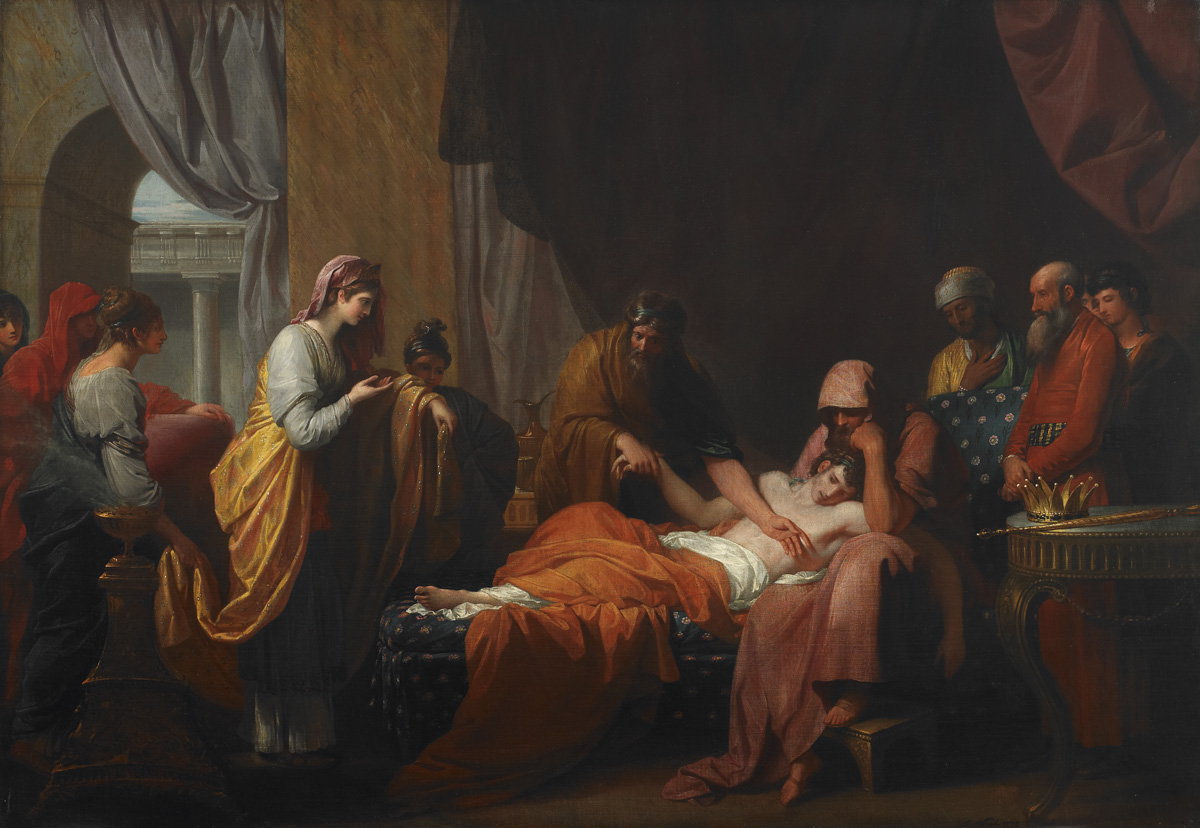
Бенджамін Вест. «Лікар Еразістрат відкрив, що Антіох хворіє коханням до Стратоніки», 1772 р.
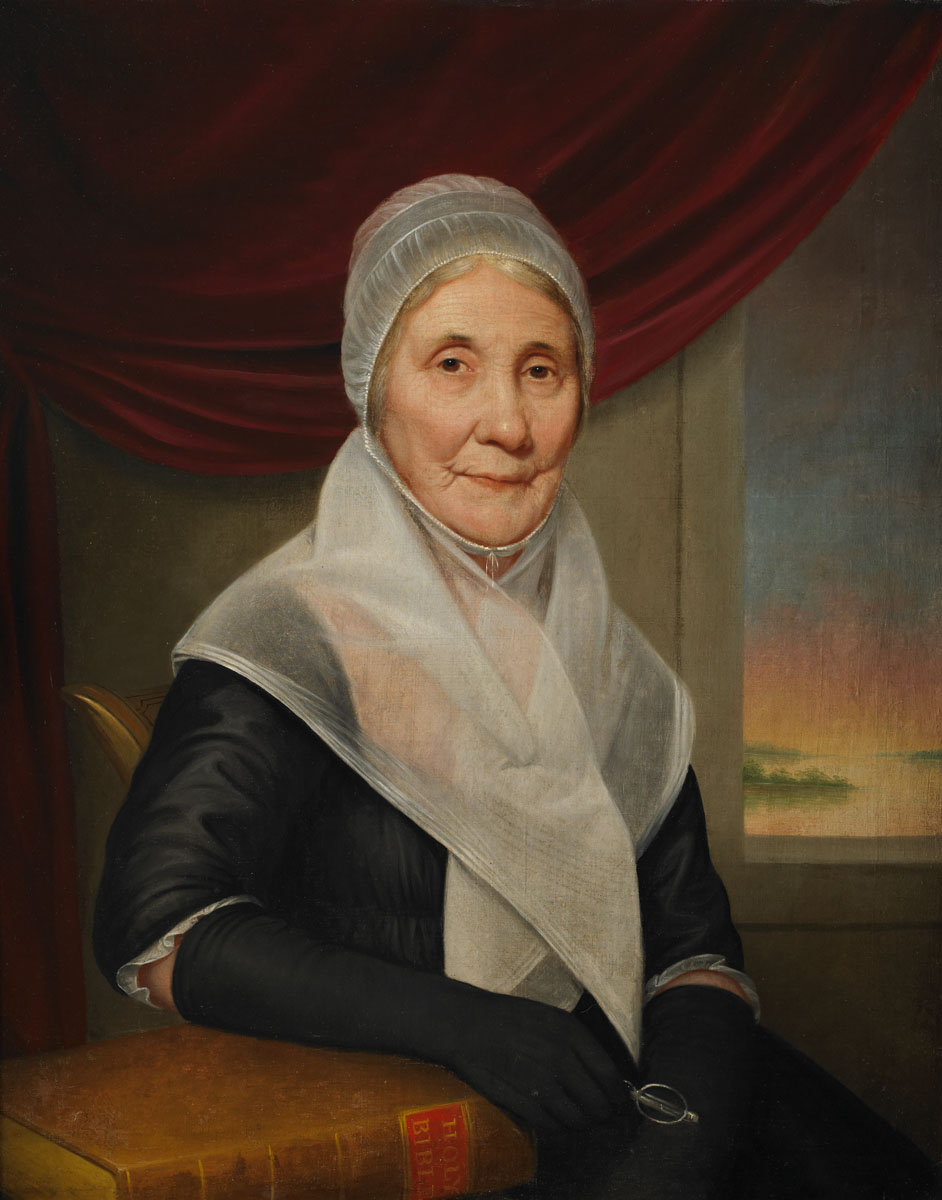
Рафаел Піл. «Маргарет Джордж МакГлатері», 1817 р.
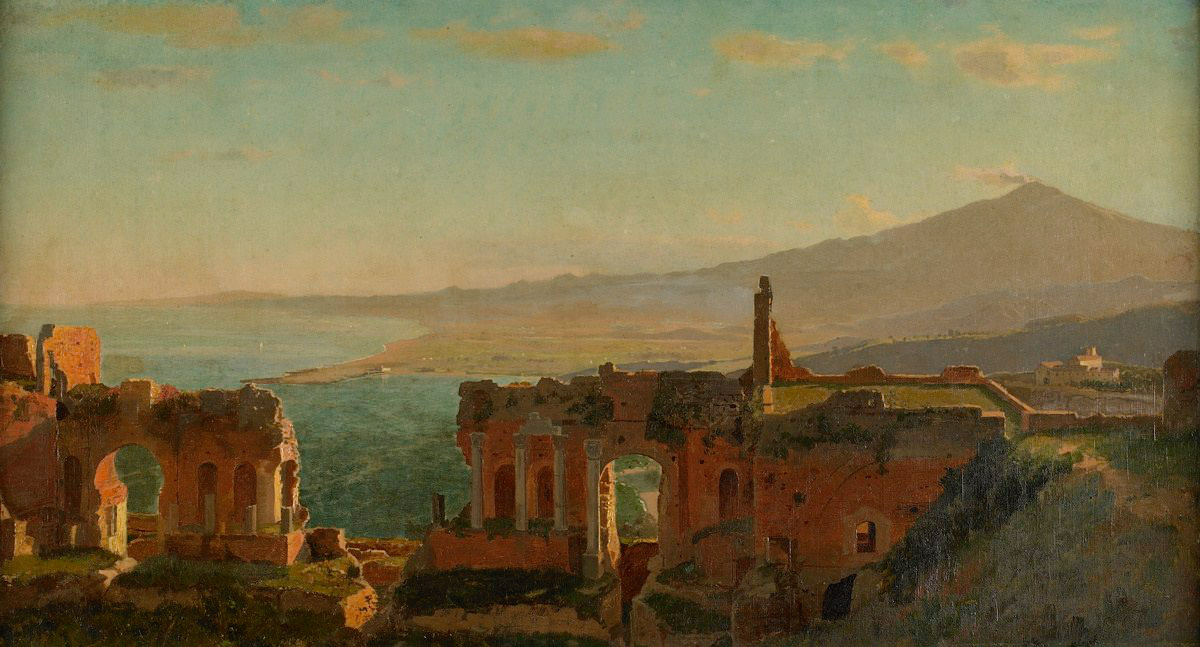
Вільям Стенлі Хазелтайм. « Вулкан Етна біля Таорміни, Сицилія», 1871 р.
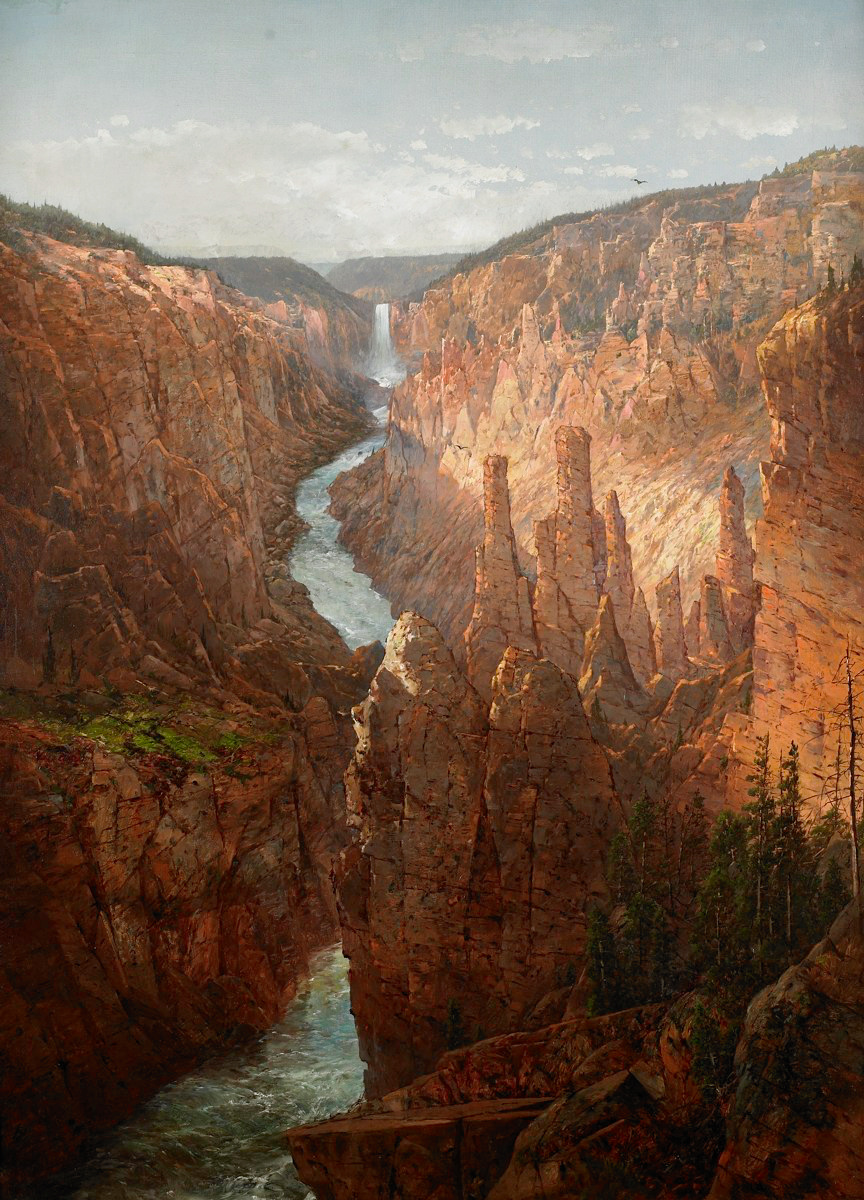
Вільям Луіс Зонтаг.  «Великий каньйон і річка Єловстоун, Вайомінг», 1886 р.
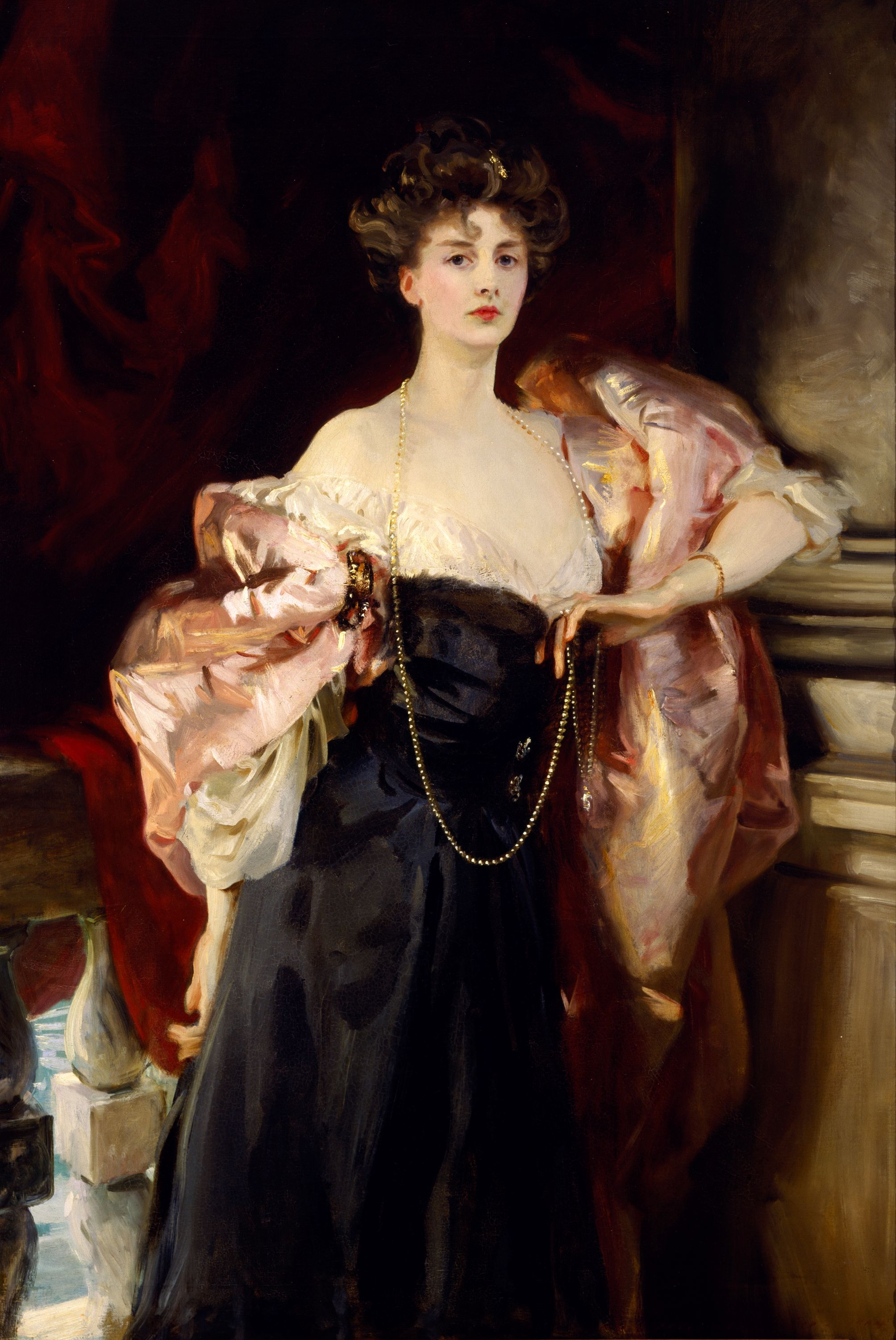
Джон Сінгер Сарджент. «Пані Хелен Вінсент», 1904 р.

## Рештки доколумбової Америки

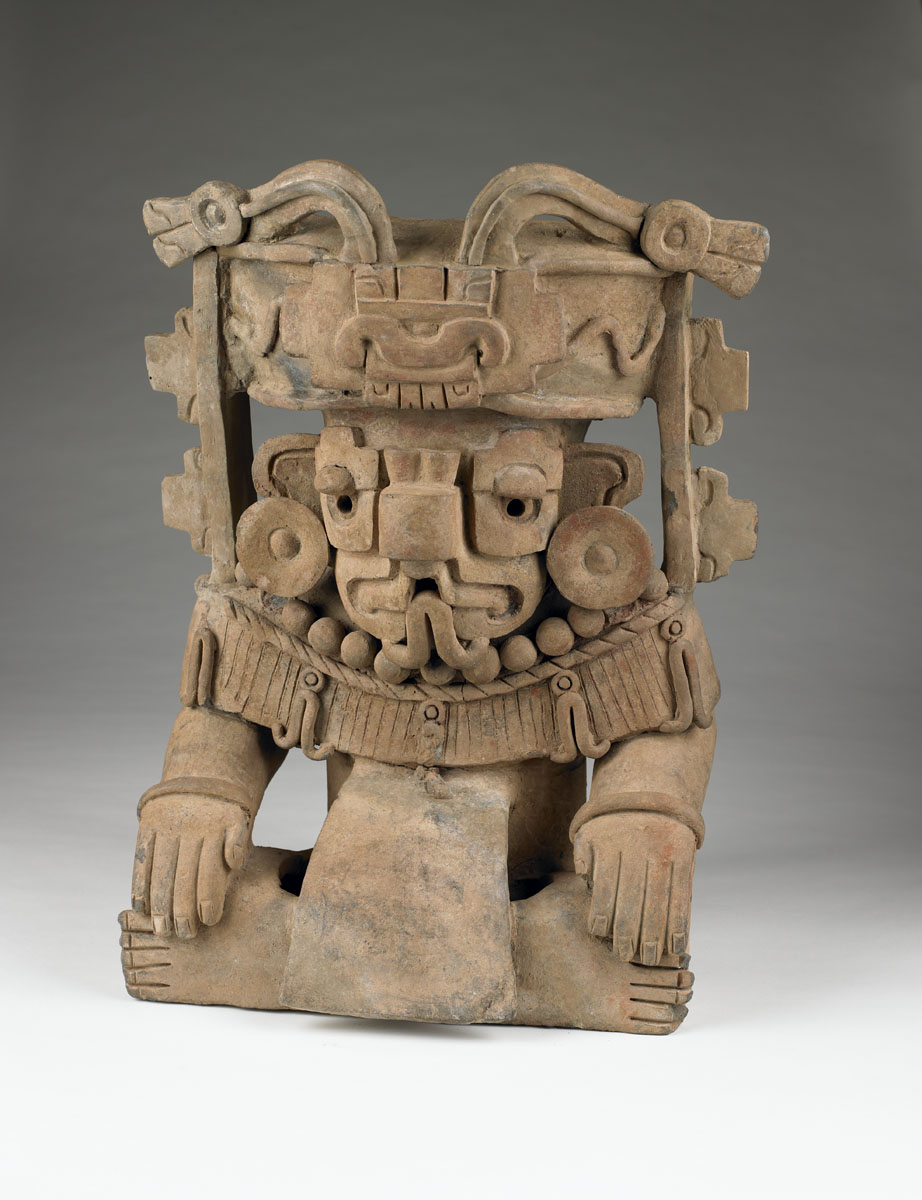
«Бог дощу», керамічна урна, до 750 р. н.е.
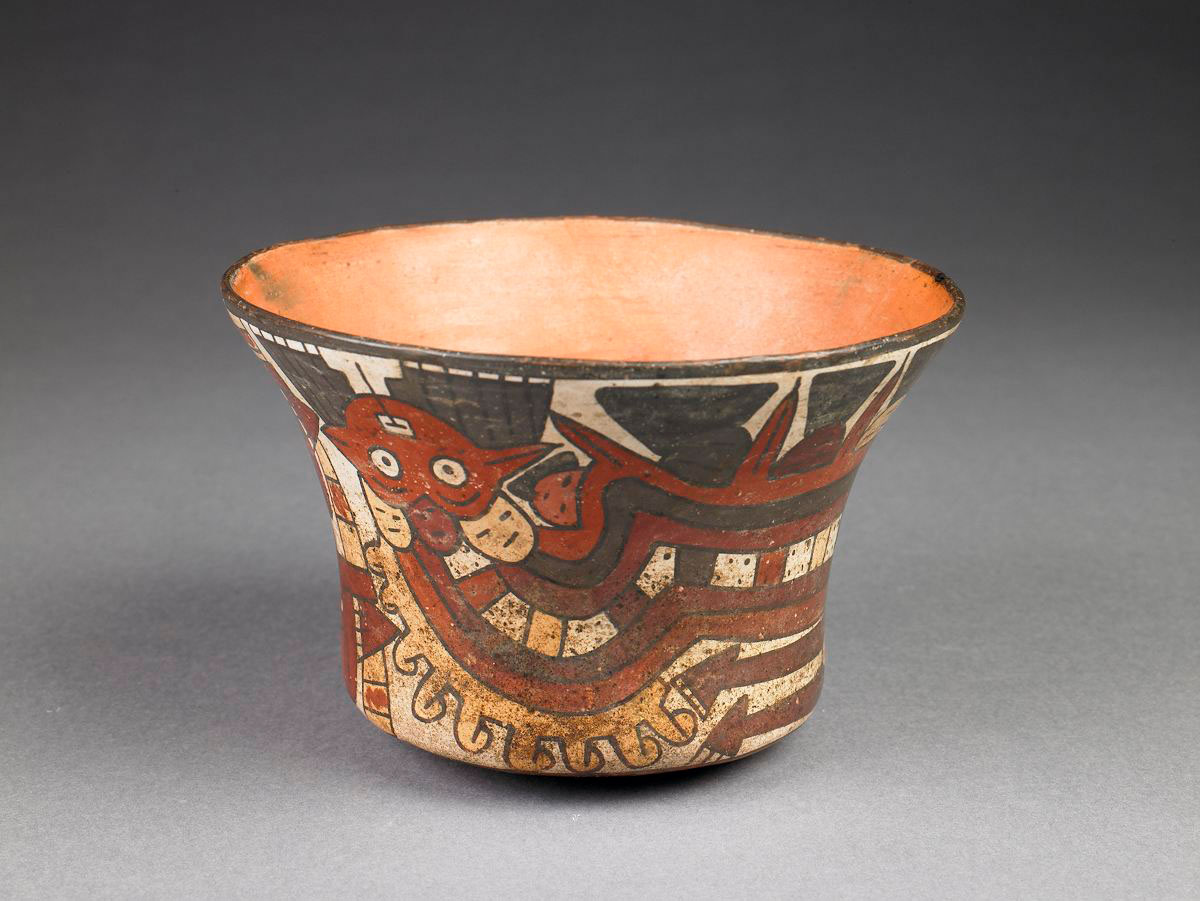
Керамічний келих, культура Наска, Перу
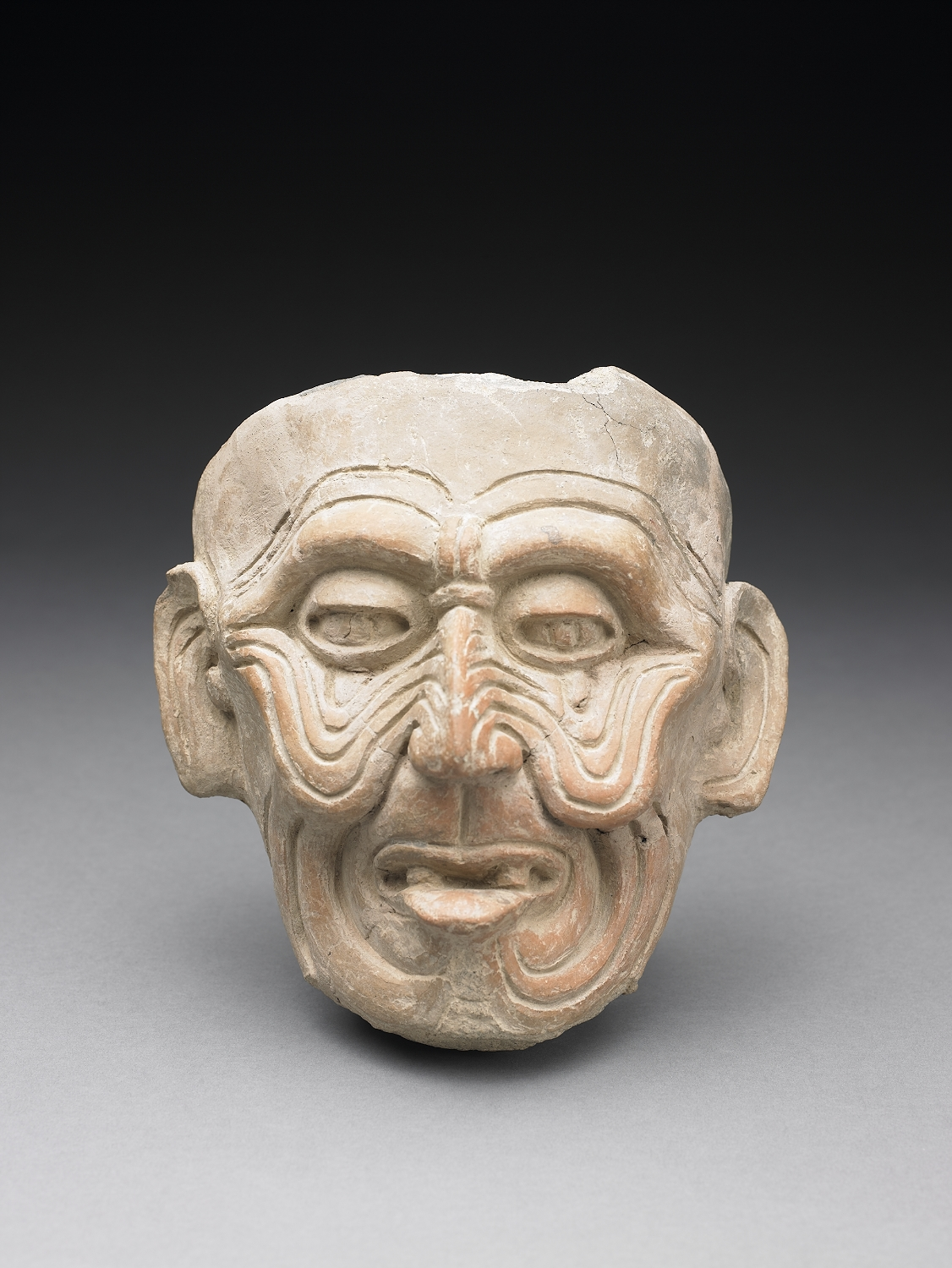
Так звана «Голова старого бога», Гуєгуєтеотль, до 900 р. н.е.
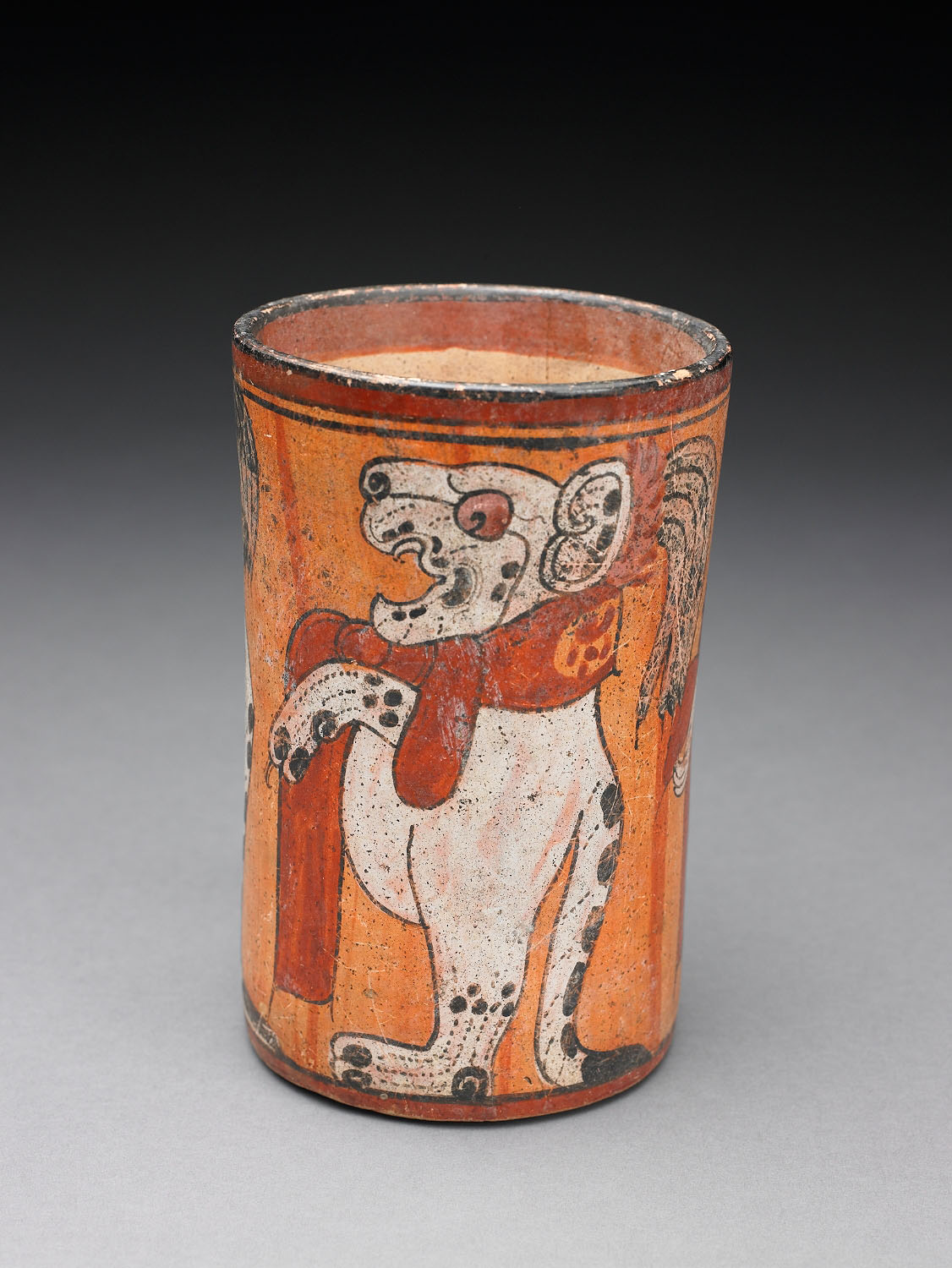
Поліхромна циліндрична ваза, культура майя.
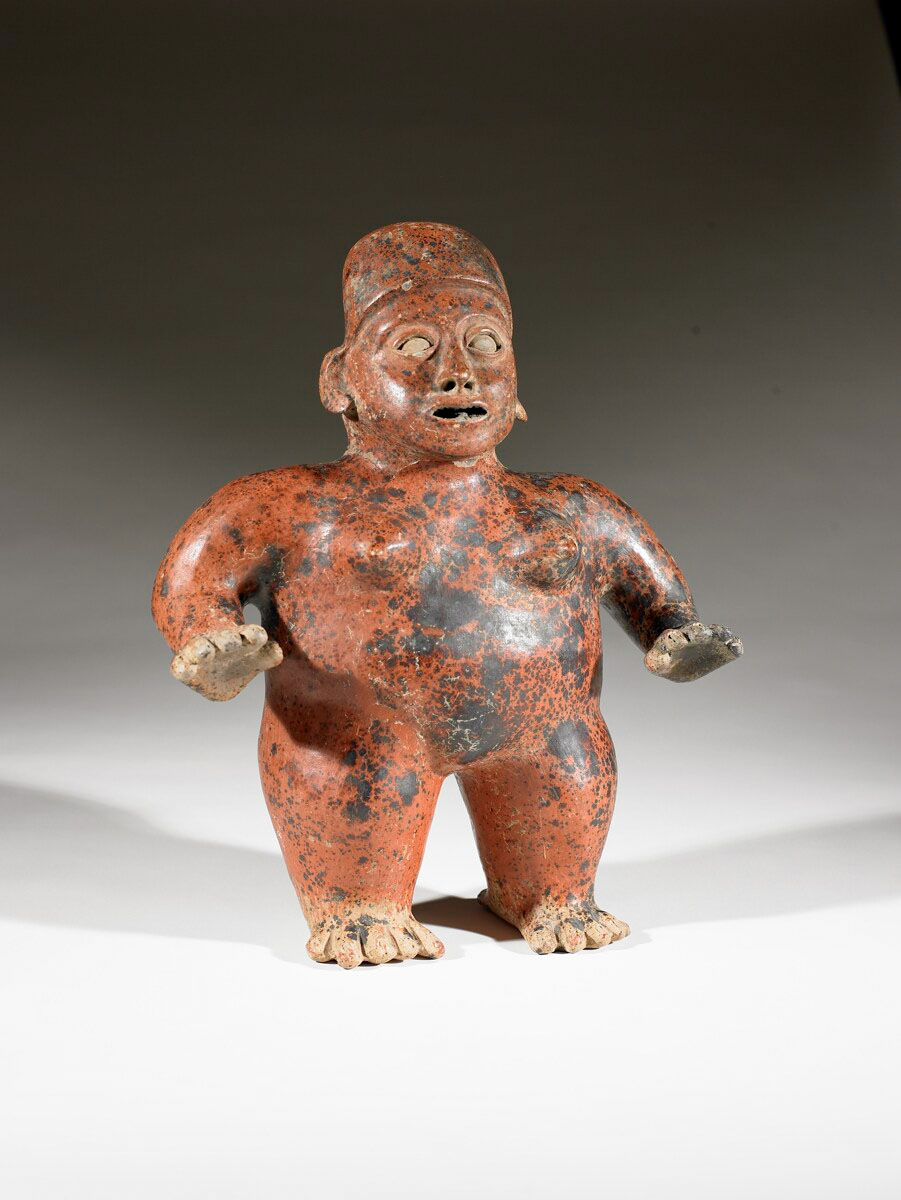
Керамічна фігурка жінки, культура Халіско, Мексика

## Живопис західноєвропейських митців в збірці

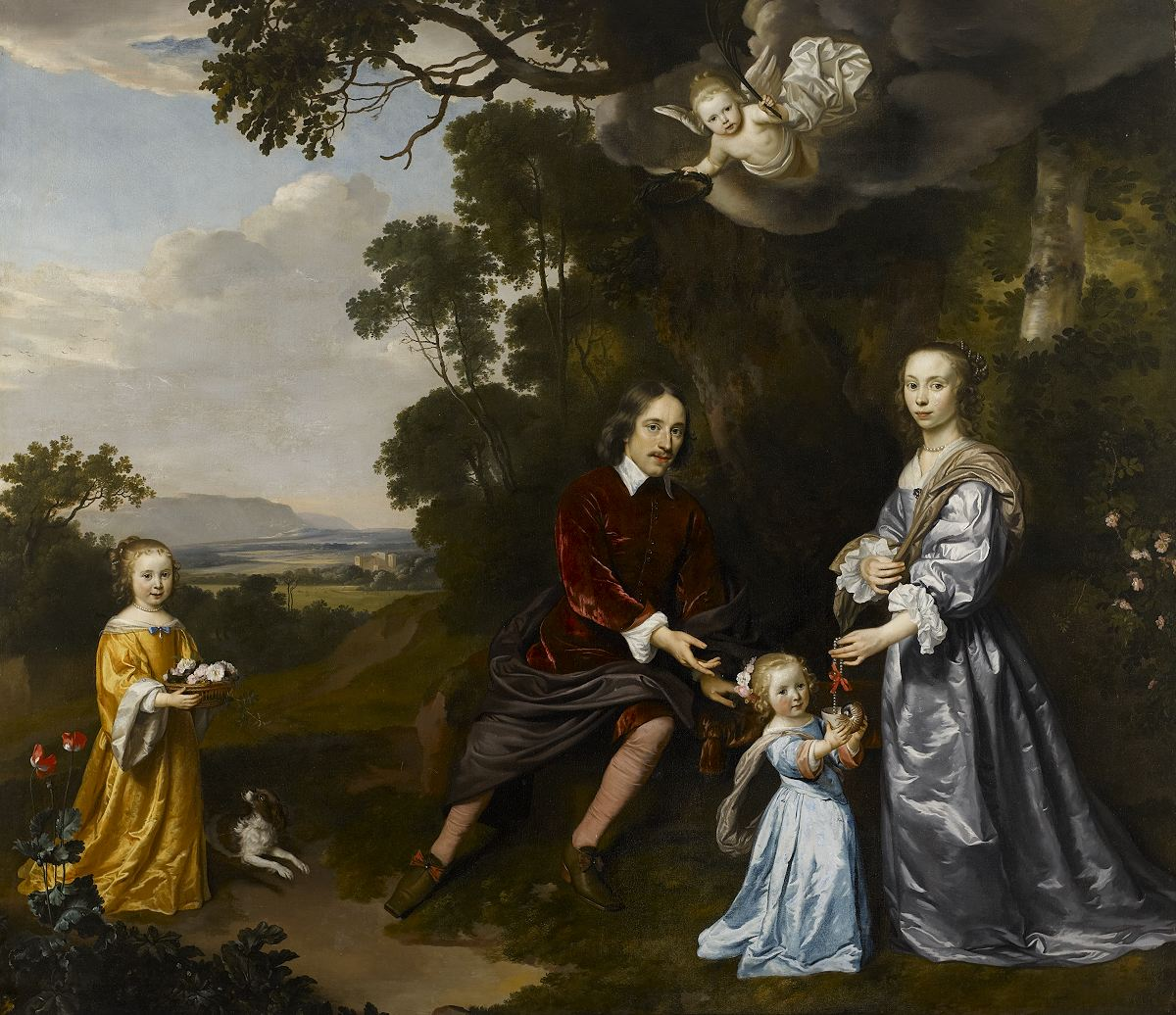
Ян Мейтенс. «Родина ван дер Греф», 1654 р.
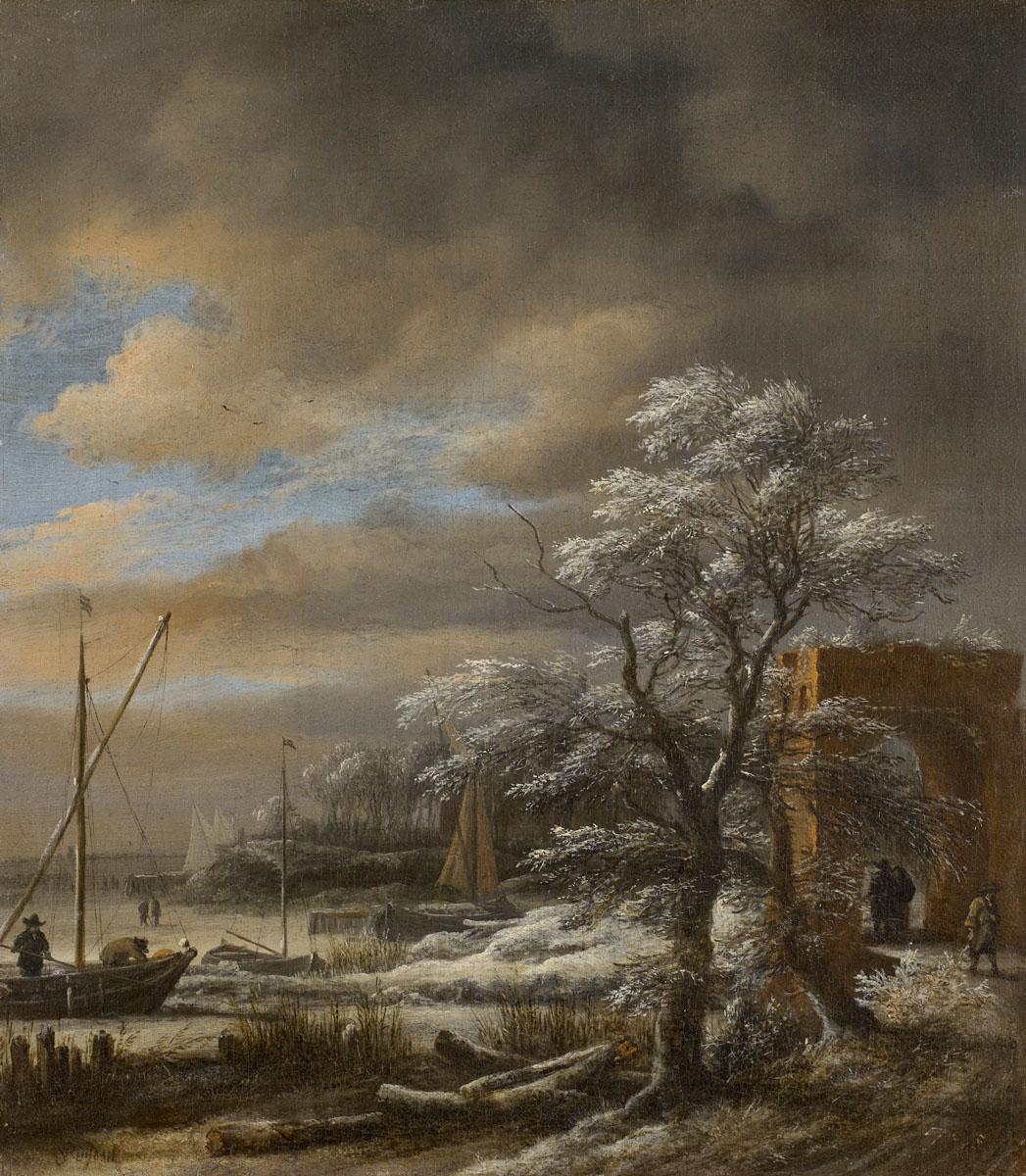
Якоб ван Рейсдал. «Канал взимку»
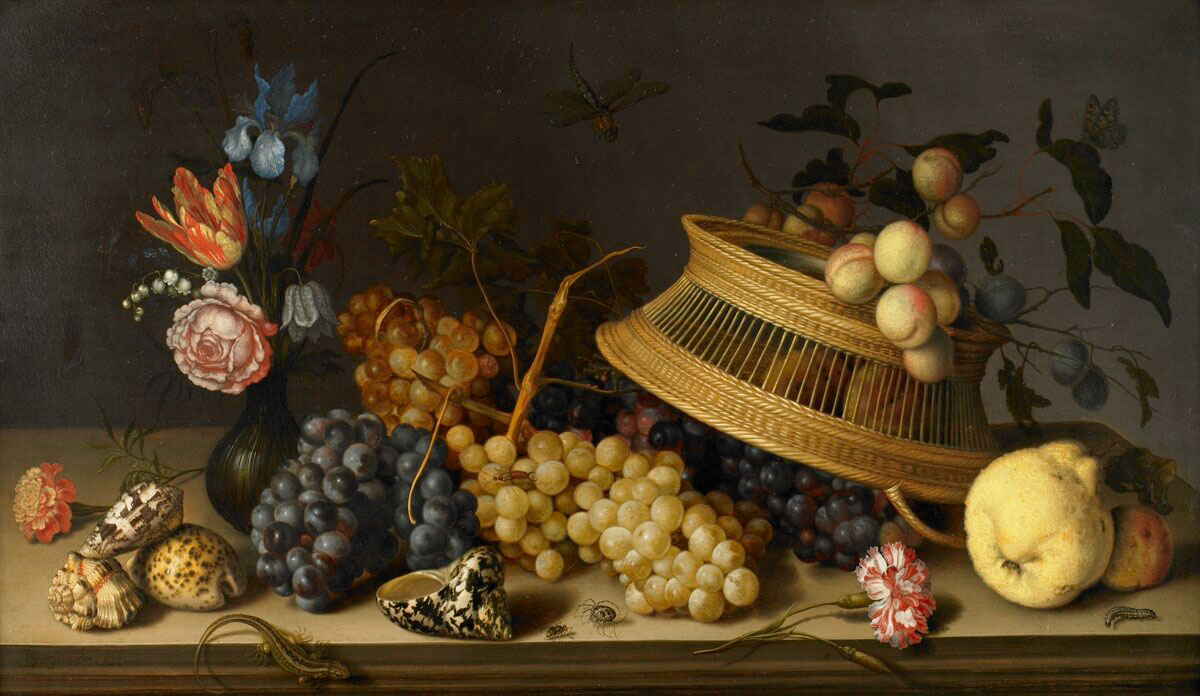
Балтазар ван дер Аст. «Квіти, мушлі і виноград», бл. 1629 р.
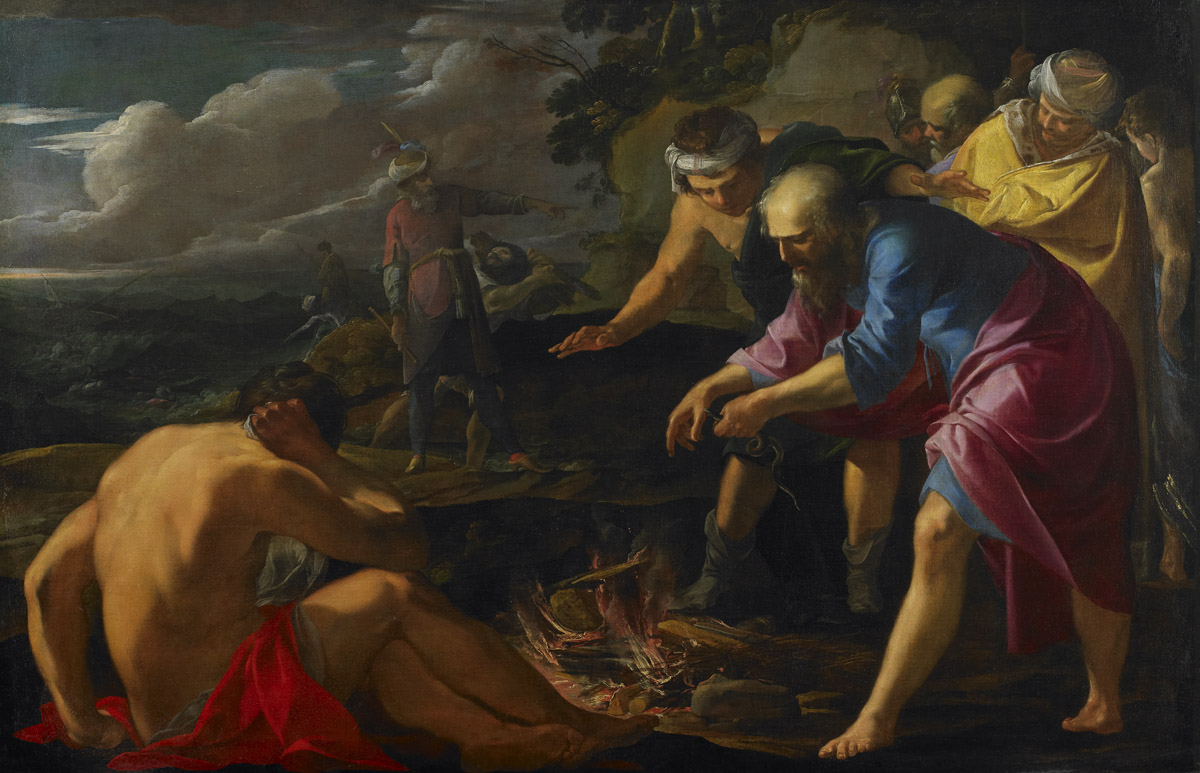
Лоран де ла Гір. «Апостол Павло на острові Мальта», 1630 р.
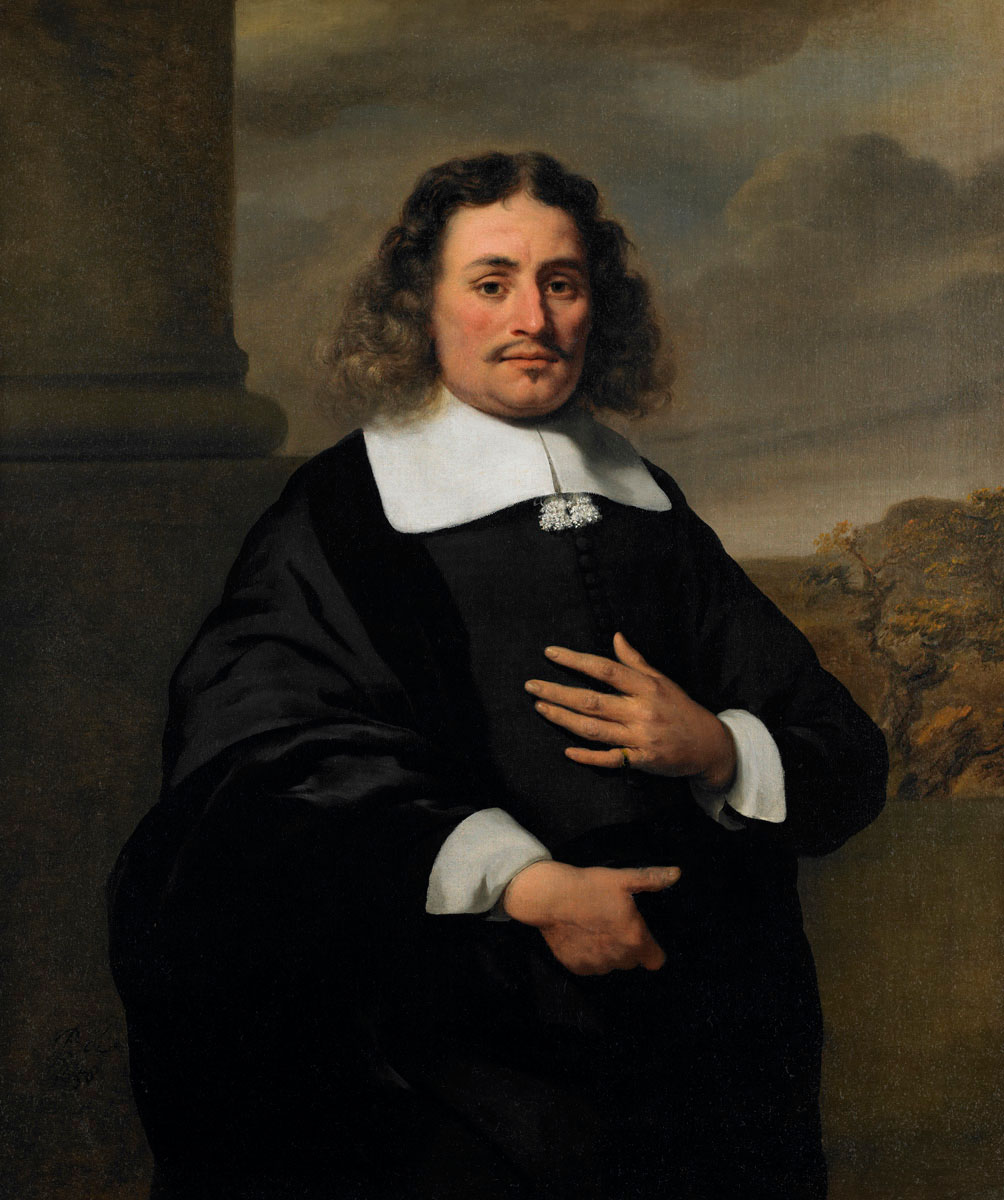
Фердинанд Боль. «Квірінус Стерк», 1658 р.

## Керамічні вироби і порцеляна

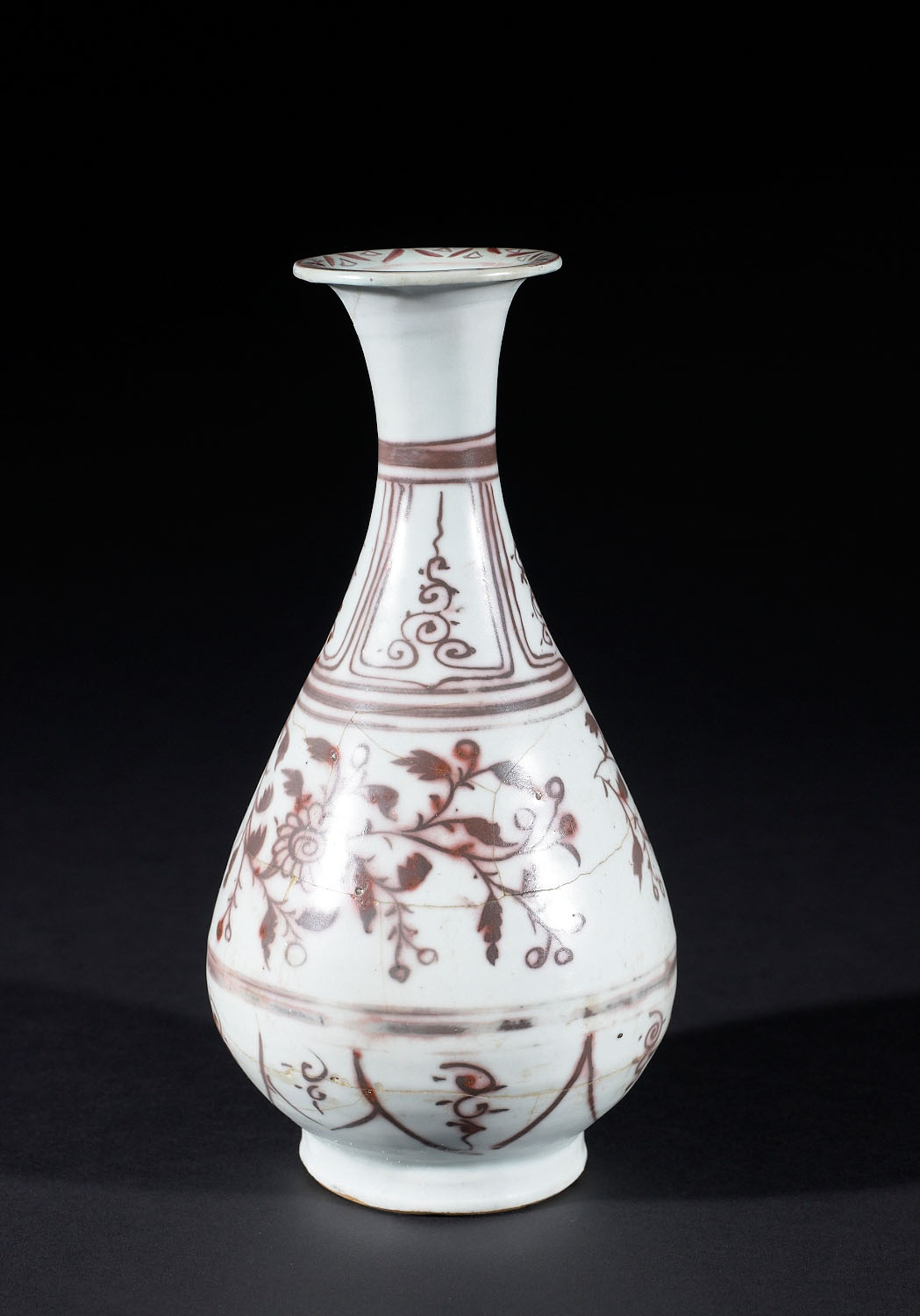
Пляшка з порцеляни, Китай, династія Юань, бл. 1300 р. н.е.
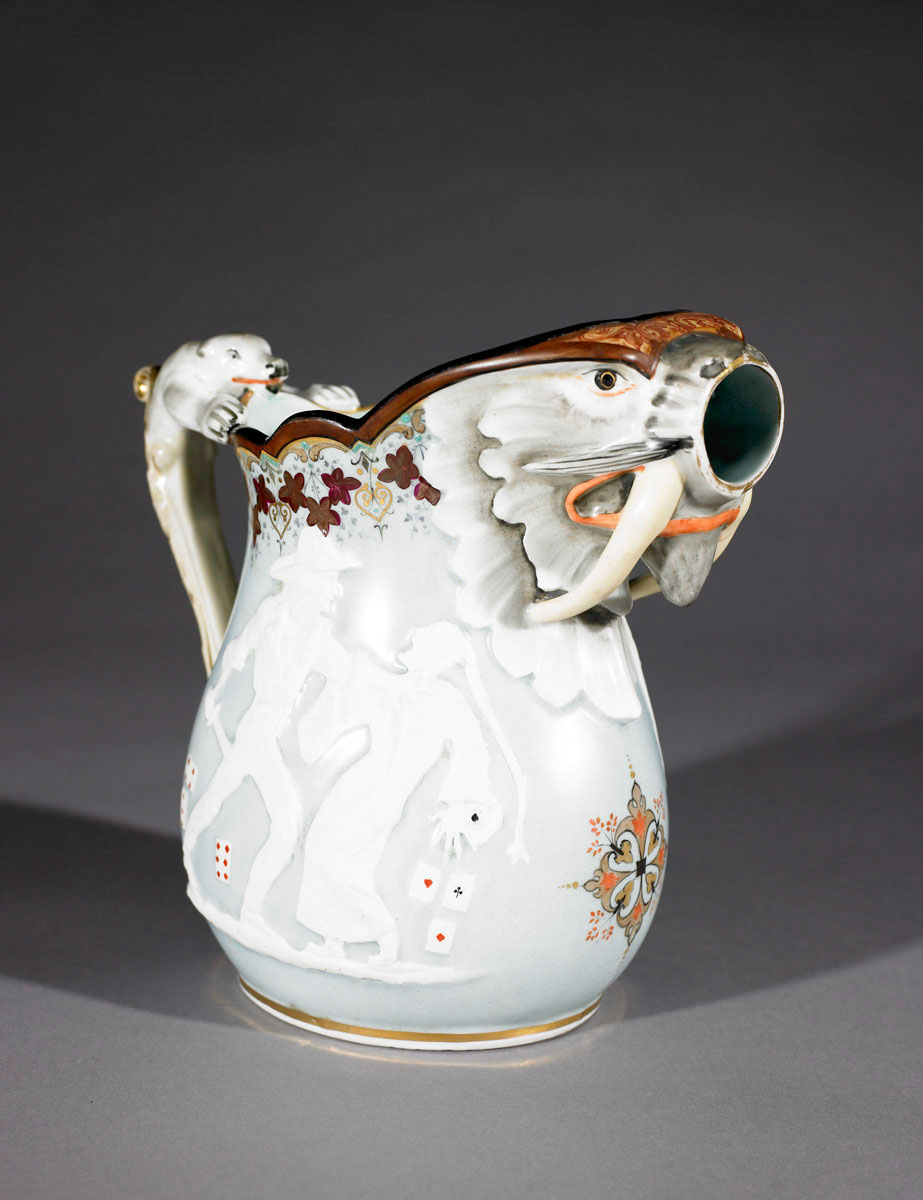
Модельмейстер Карл Мюллер, порцеляновий глек, 1876 р.
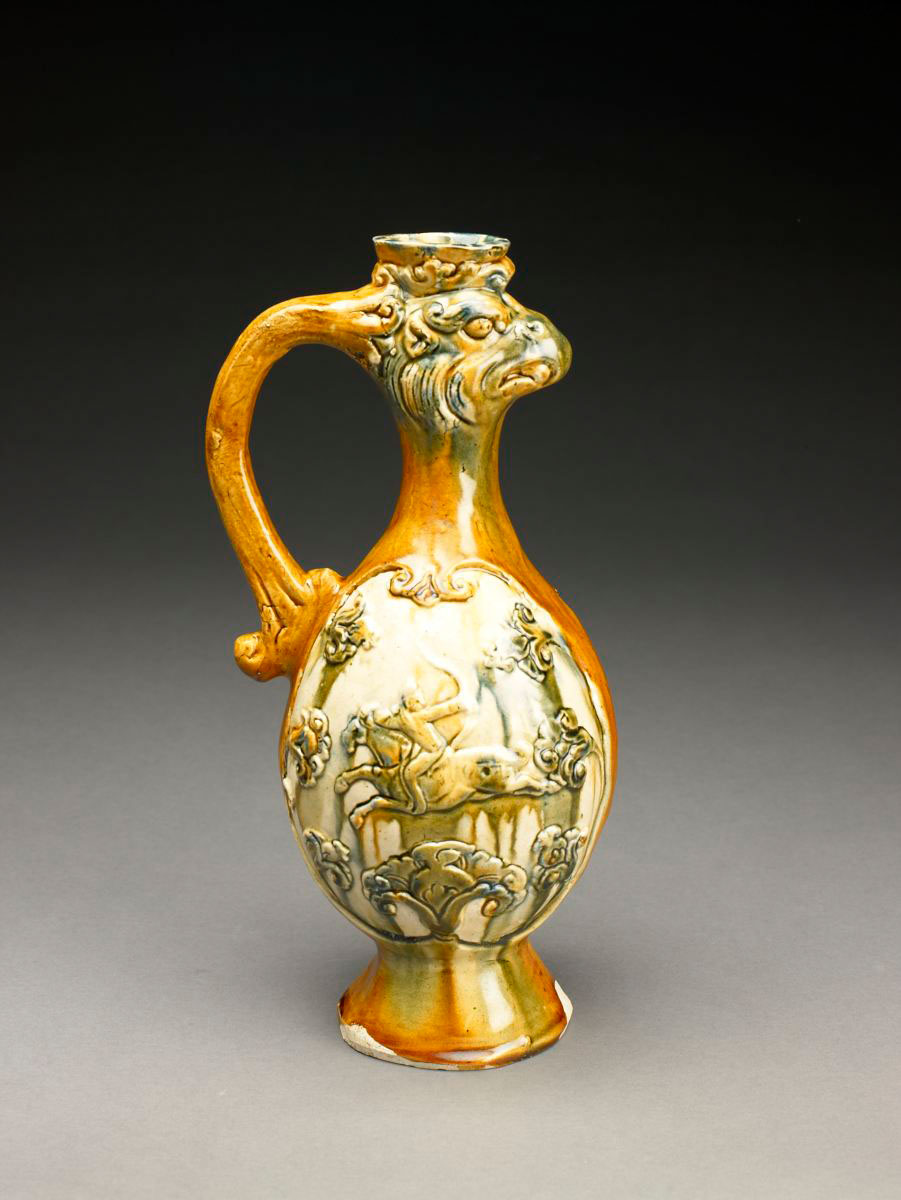
Фігурний глек, Китай, династія Тан.
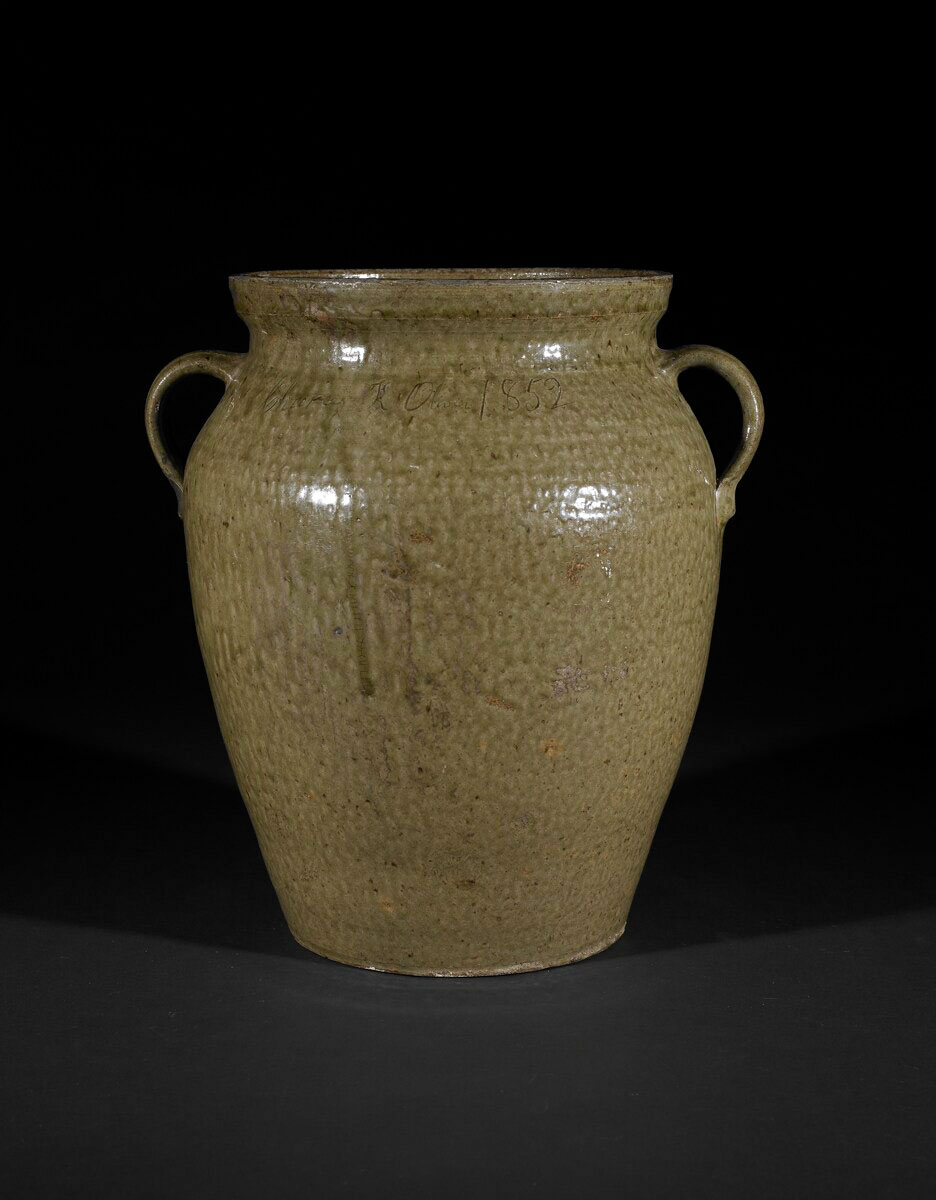
Чарльз Кінг Олівер, кераміст з Алабами. Глек, датований 1852 р.
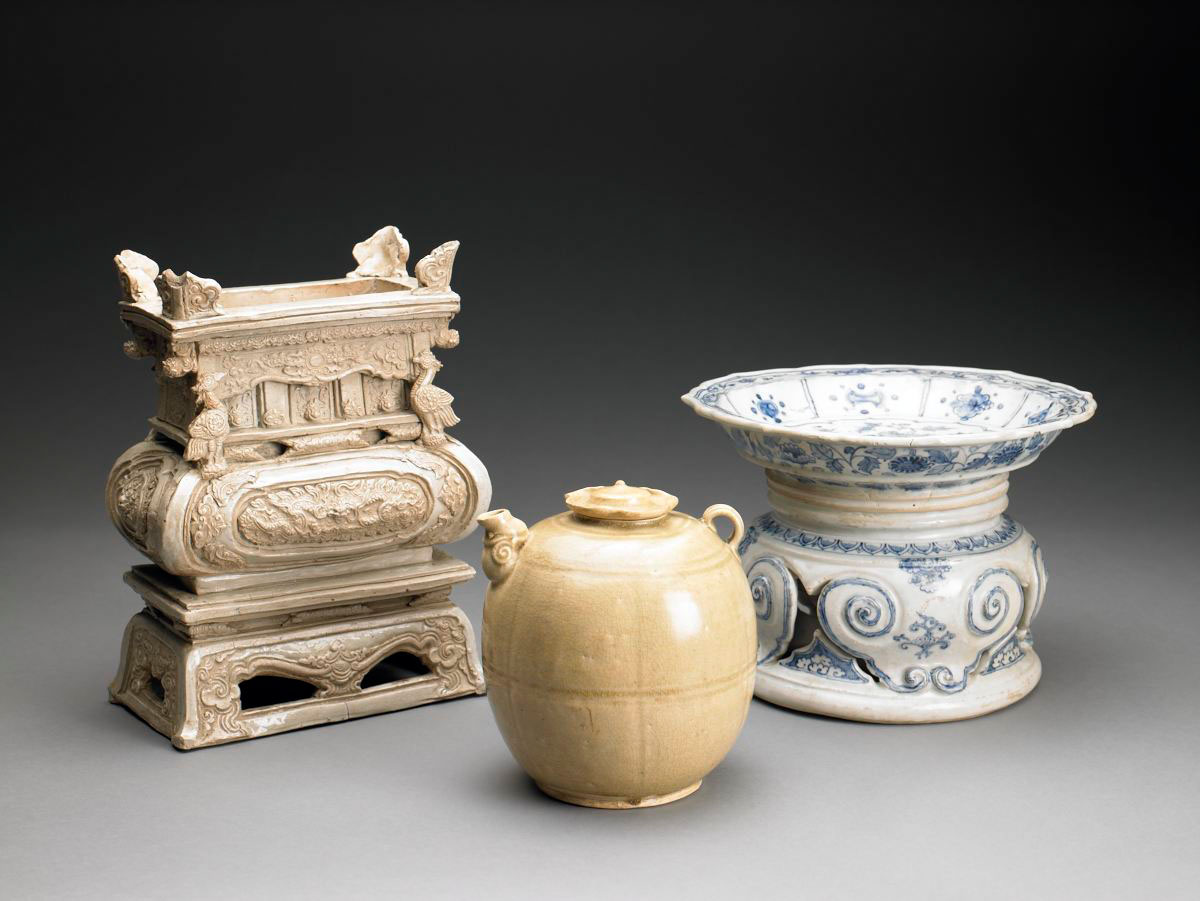
В'єтнам. Керамічні вироби 15-17 ст.

## Скульптура Індії

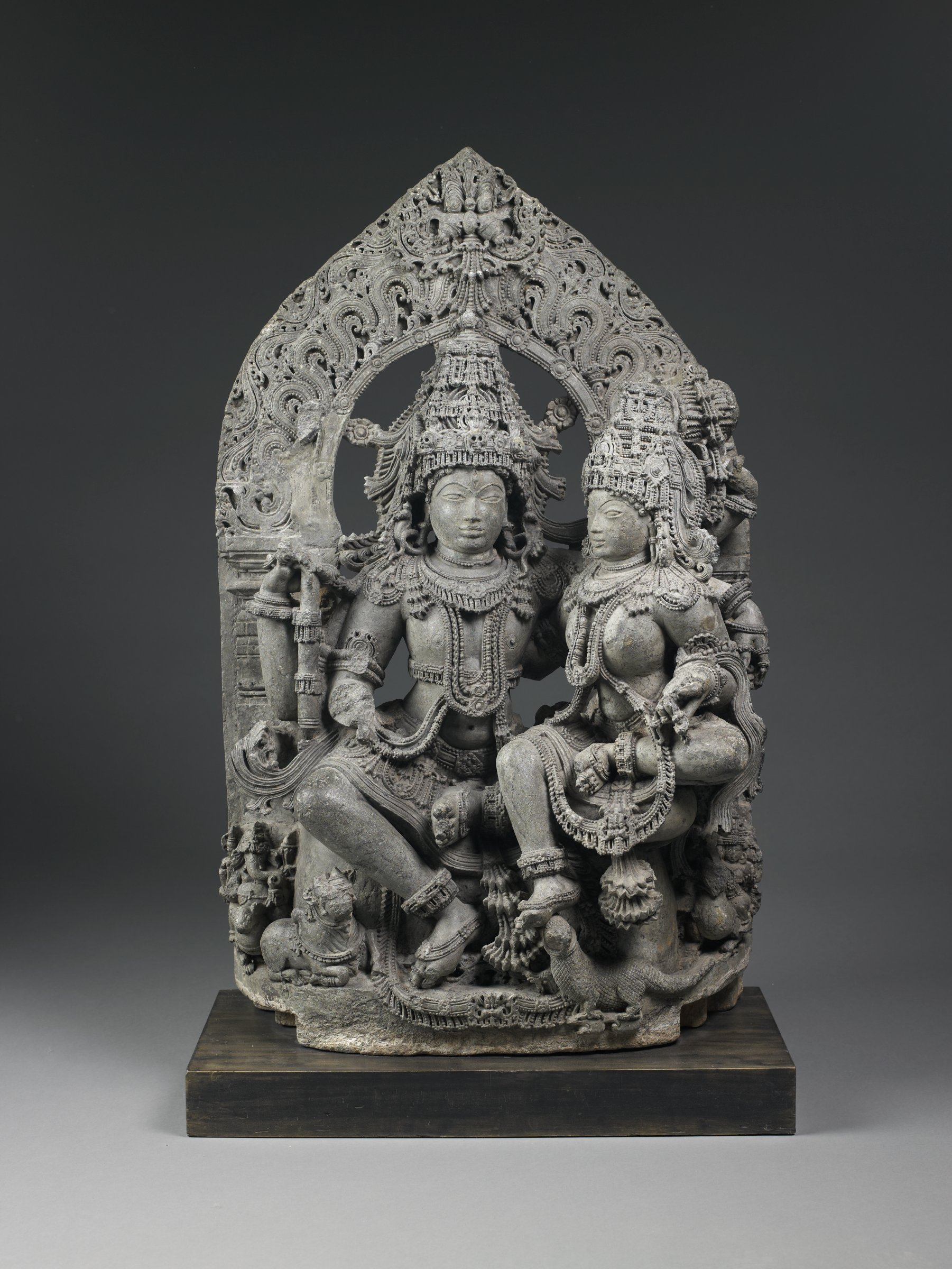
«Шива і Парваті», період хойсала. бл.  1150 р.
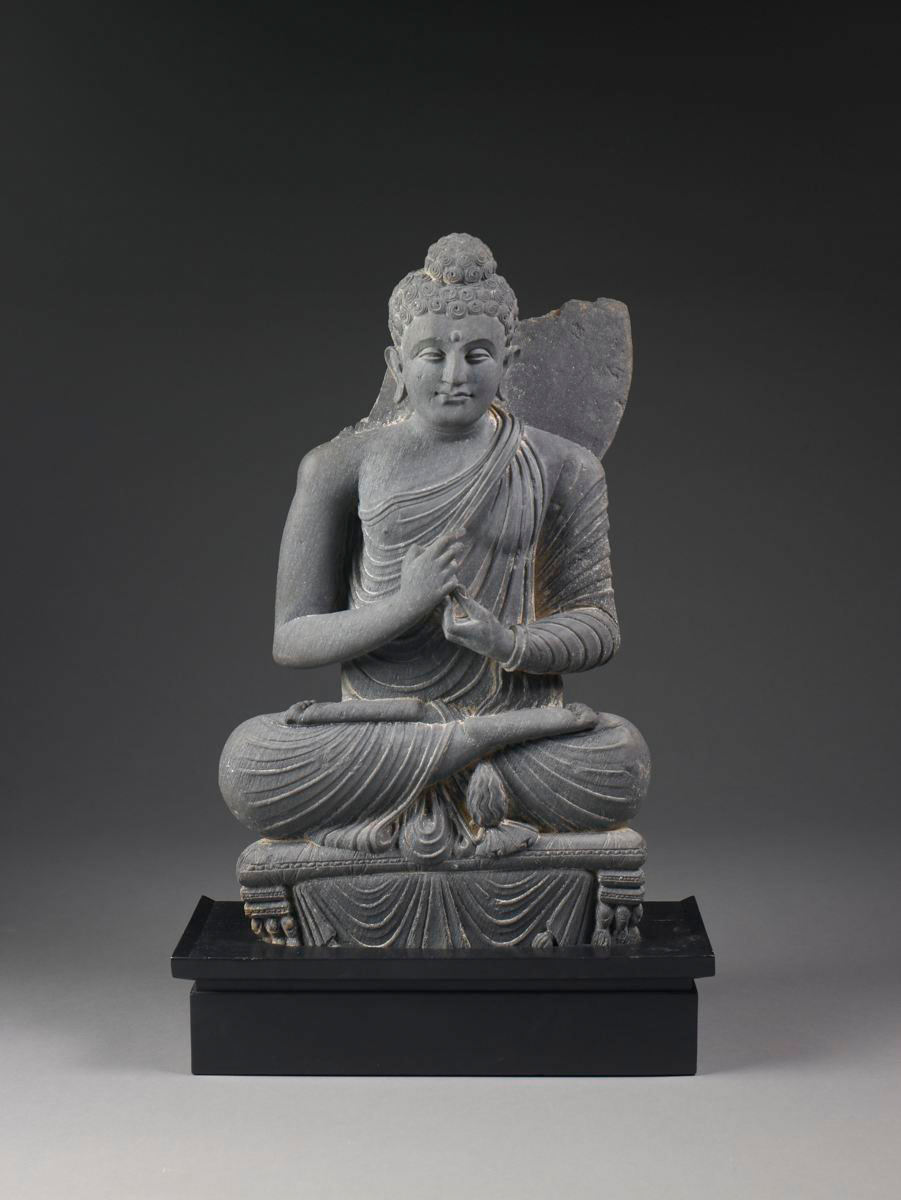
Будда, Гандхара, бл 250 р. н.е.
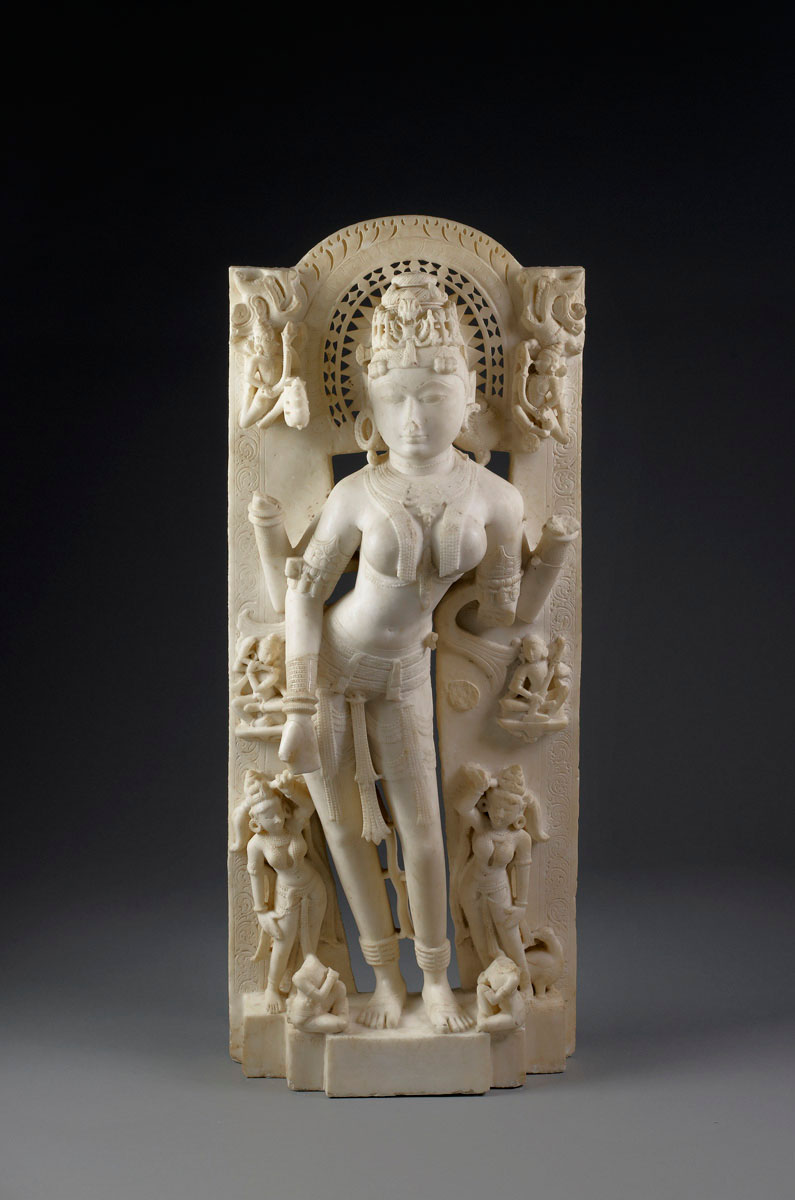
Богиня Сарасваті, бл. 1153 р.
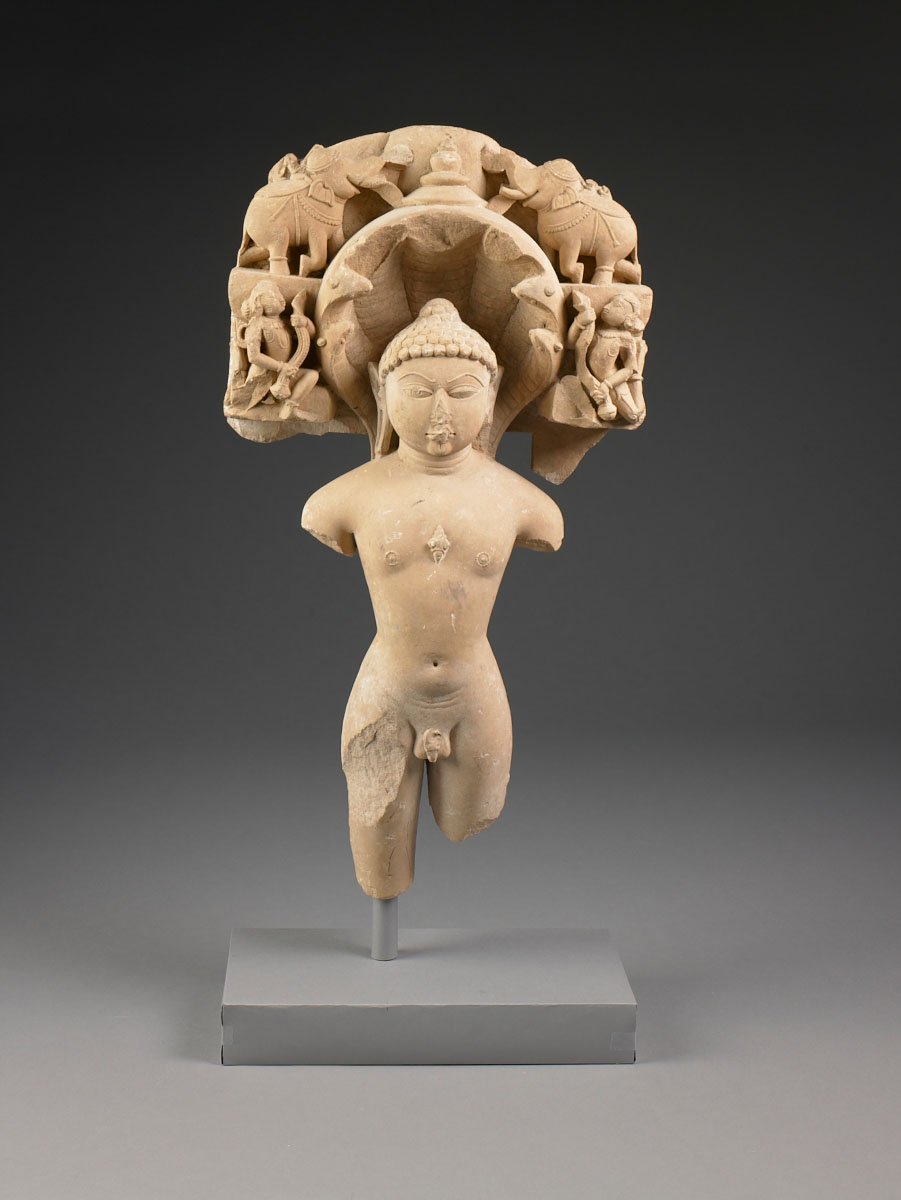
Паршаванатха, 23-й великий вчитель, джайнізм, бл. 950 р. н.е.

## Музейна збірка меблів

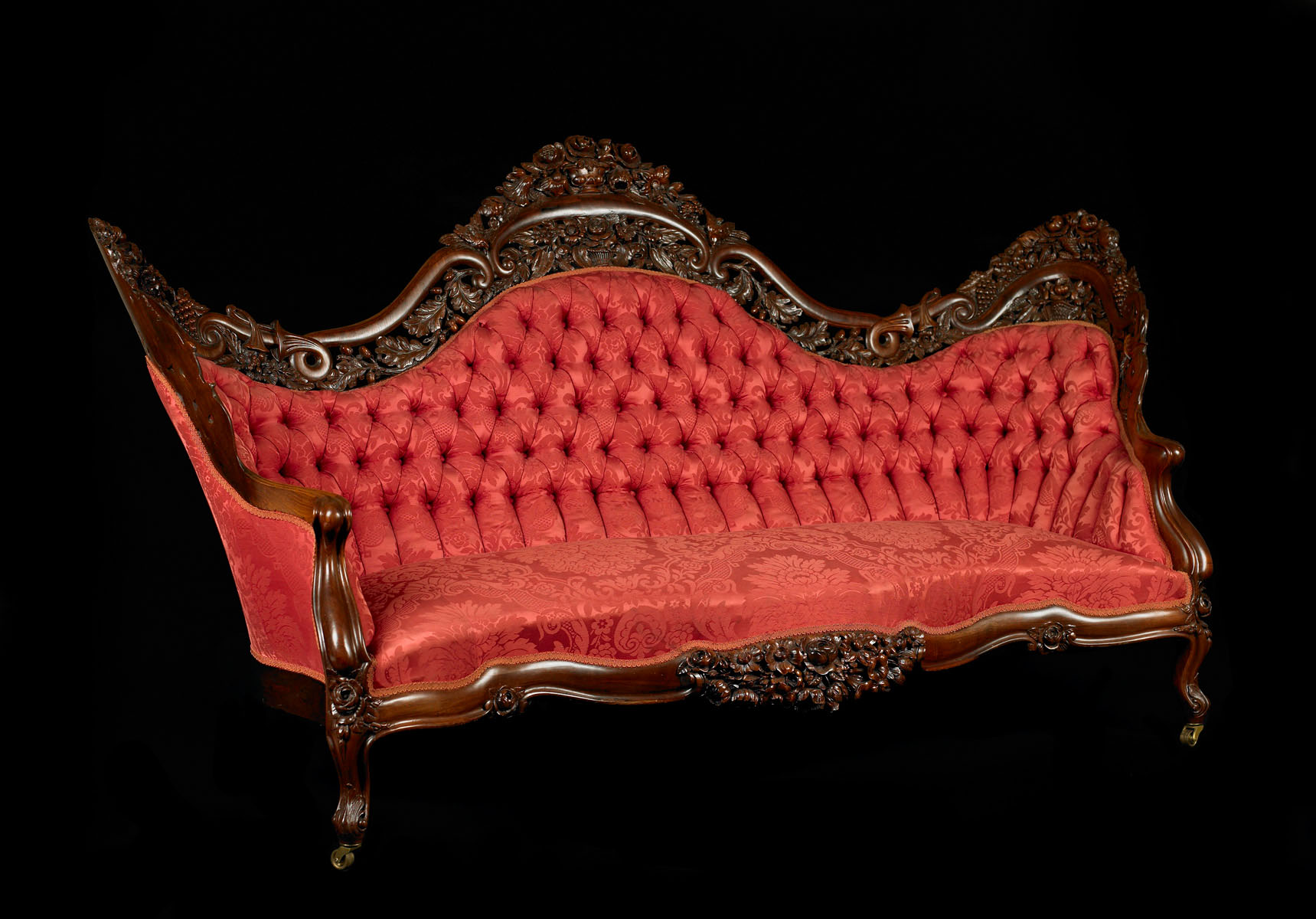
Джон Генрі Белтер. Софа в історичному стилі (друге рококо), бл. 1855 р.
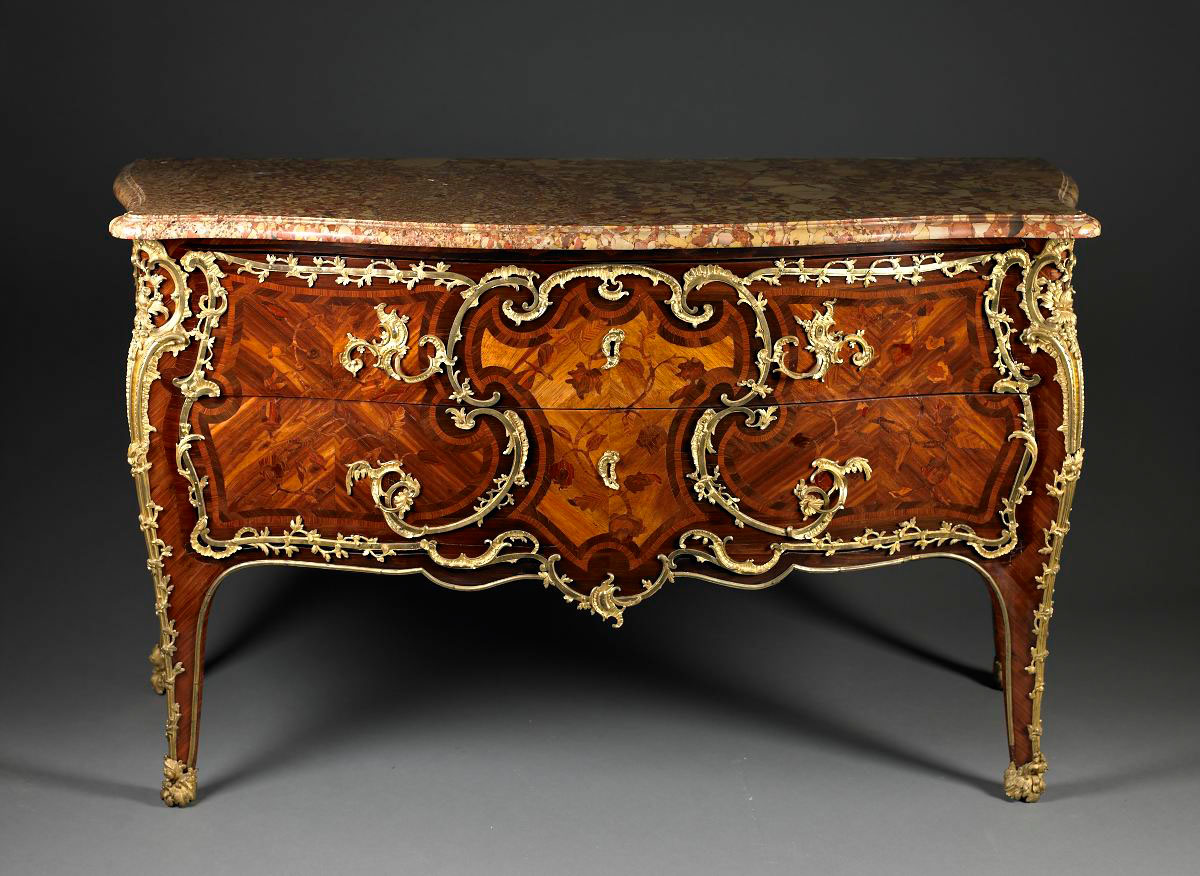
Жак Дюбо, комод, бл.1760 р.
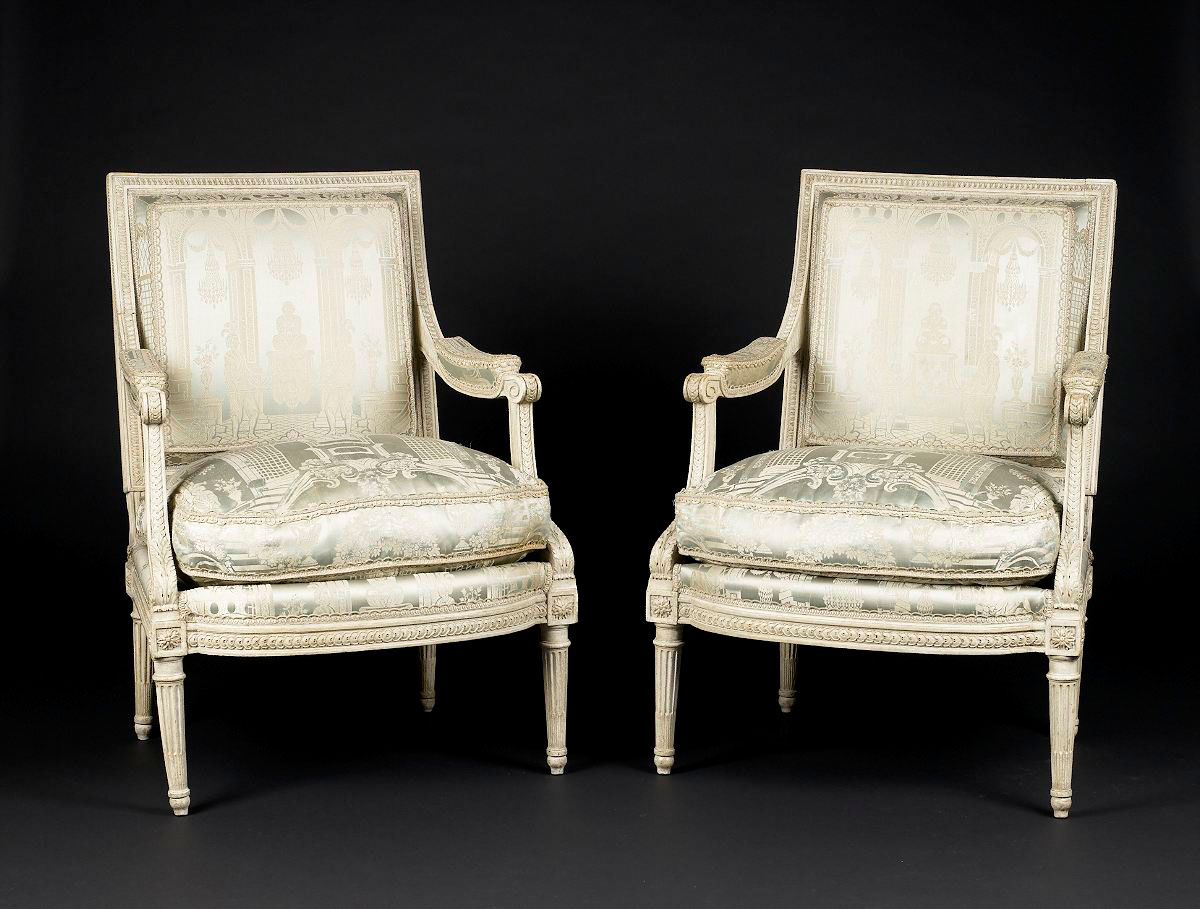
Джордж Жакоб, стільці, бл. 1785 р.
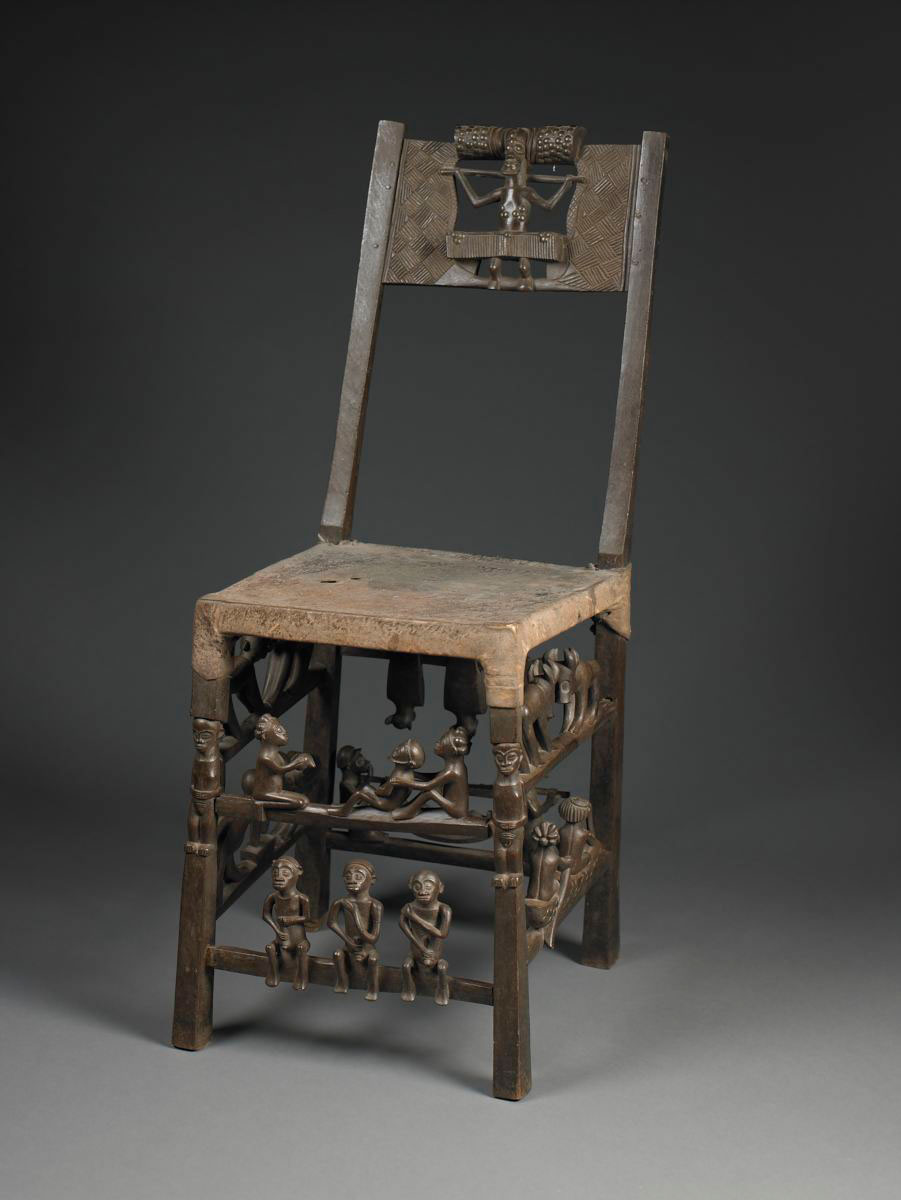
Почесний стілець племені кокве, Африка